# DUFFLES
ダッフルズは、日本でかつて活動していた音楽ユニットである。

## 概要
1998年1月にヌンチャクを解散した向達郎と、GARLICBOYSの二牟礼知巳（LARRY）によって結成された。1999年にアルバム「暴力Forever」をリリース。
同作以後は活動を行っていない。

### レーベル
HOWLING BULL内のサブレーベル「ROTTEN ORANGE」に所属していた。
「ROTTEN ORANGE」自体は、00年代はほとんどリリースを行っていなかったが、2014年にPIZZA OF DEATH内のサブレーベルとして復活している。

## アルバム
暴力Forever（1999年4月5日発売）
1. 号泣五十三次
2. 22+33
3. 暴力フォーエヴァー
4. おりも岬
5. 太陽
6. 女女50/50
7. シスター枯山水
8. モウソウ竹日和
9. 号泣 五十三次(Reprise)

同ユニット、唯一のリリース作品である。
エモ・ハードコアを根底に、ギターサウンドとストレングスなど打ち込みによるデジタル的な音色を融合させた作品である。女性ボーカルの導入やラップやポエトリー的なアプローチなどを行っている。